# Mundéric
Mundéric ou Mondéric est le nom d'un prince franc de la première moitié du VIe siècle qui s'est révolté contre Thierry Ier, roi d'Austrasie, en prétendant au trône royal. 
Aux alentours de 534, il décide de ne plus servir le roi Thierry Ier, regroupe autour de lui une partie du peuple qui lui prête serment et tente de se faire reconnaître roi. Thierry fait mine d'accepter, mais Mundéric, prudent, se retranche dans Vitry-le-Brûlé. Un envoyé de Thierry l’incite à sortir de la ville en échange de la vie sauve, mais constatant la trahison, il tue le traître et engage le combat au cours duquel il est tué.

## Sources
Grégoire de Tours, Histoires, livre III :

« Munderic, qui se prétendait parent du roi, enflé d’orgueil, dit : Pourquoi Théodoric est-il mon roi ? Le gouvernement de ce pays m’appartient comme à lui ; j’irai, j’assemblerai mon peuple et lui ferai prêter serment, afin que Théodoric sache que je suis roi tout comme lui. Et étant sorti en public, il commença à séduire le peuple en disant : Je suis prince, suivez-moi, et vous vous en trouverez bien. La multitude du peuple des campagnes le suivit donc, en sorte que, par un effet de l’inconstance humaine, il en réunit un grand nombre qui lui prêtèrent serment de fidélité et l’honorèrent comme un roi. Théodoric l’ayant appris, lui envoya un ordre portant : Viens à moi, et, s’il t’est dû quelques portions des terres de notre royaume, elles te seront données. Théodoric disait cela pour le tromper, afin de le faire venir à lui et de le tuer ; mais lui ne voulut pas y aller, et dit : Reportez à votre roi que je suis roi aussi bien que lui. Alors le roi, en colère, ordonna de faire marcher une armée afin de le punir lorsqu’il l’aurait vaincu par la force. Munderic, en ayant été instruit, et n’étant pas en état de se défendre, se réfugia dans les murs du château de Vitry où il travailla à se fortifier, y renfermant tout ce qu’il possédait et tous ceux qu’il avait séduits. L’armée qui marchait contre lui entoura le château et l’assiégea pendant sept jours. Munderic la repoussait à la tête des siens et disait : Tenons-nous fermes et combattons jusqu’à la mort, et les ennemis ne nous vaincront pas. L’ennemi tout à l’entour lançait des traits contre les murs, mais cela ne servait à rien : on le fit savoir au roi, qui envoya un des siens, nommé Arégésile, et lui dit : Tu vois que ce perfide réussit dans sa révolte ; va, et engage-le sous serment à sortir sans crainte, et, lorsqu’il sera sorti, tue-le, et efface son souvenir de notre royaume. Celui-ci y étant allé fit ce qu’on lui avait ordonné ; mais il convint d’abord, d’un signal avec ses gens, et leur dit : Lorsque je dirai telles et telles choses, jetez-vous aussitôt sur lui et le tuez. Arégésile étant donc entré, dit à Munderic : Jusques à quand demeureras-tu ici comme un insensé ? Tu ne peux longtemps résister au roi ; voilà que tes provisions finies, vaincu par la faim, tu sortiras, te livreras entre les mains de tes ennemis et mourras comme un chien. Écoute plutôt mes conseils, et soumets-toi au roi, afin que tu vives, toi et tes fils. » Ébranlé par ce discours, Munderic dit : Si je sors, je serai pris par le roi, et il me tuera, moi et mes fils, et tous les amis qui sont ici réunis avec moi. À quoi Arégésile répondit : Ne crains rien ; car, si tu veux sortir, reçois-en mon serment, il ne te sera rien fait, et tu viendras sans danger en présence du roi. Tu n’as donc rien à redouter, et tu seras près de lui ce que tu étais auparavant. À quoi Munderic repartit : Plût à Dieu que je fusse sûr de n’être pas tué ! Alors Arégésile, les mains posées sur les saints autels, lui jura qu’il pouvait sortir sans crainte. Après avoir reçu ce serment, Munderic sortit d’abord du château tenant par la main Arégésile ; les gens d’Arégésile les regardaient en les voyant venir de loin. Alors Arégésile, selon le signal dont il était convenu, dit : Que regardez-vous donc avec tant d’attention, ô hommes ! N’avez-vous jamais vu Munderic ? Et aussitôt ils se précipitèrent sur lui. Mais lui, comprenant la vérité, dit : Je vois clairement par ces paroles que tu as donné à tes gens le signal de ma mort, mais, je te le dis, puisque tu m’as trompé par un parjure, personne ne te verra plus en vie ; et, d’un coup de sa lance dans le dos, il le transperça. Arégésile tomba et mourut. Ensuite Munderic, à la tête des siens, tira l’épée et fit un grand carnage du peuple, et, jusqu’à ce qu’il rendit l’esprit, il ne s’arrêta point de tuer tout ce qu’il pouvait atteindre. Lorsqu’il fût mort, on réunit ses biens au fisc du roi. »

Ses prétentions au trône semblaient fondés, ainsi que le montrent deux éléments du récit de Grégoire, à savoir qu’une partie du peuple lui prête serment, ce qu’il n’aurait pas fait pour un imposteur, et aussi parce que Thierry lui reconnaît la qualité royale et propose même le partage du royaume.

Au XIIe siècle, la Vita Gundulfi donne quelques indications sur sa descendance (issus du parricide Clodéric et le père de saint Gundulf et de Bodogisel. On note une confusion entre deux Bodogisel, le frère de Gundulf et le père présumé de saint Arnulf) : 

« Gundulf, fils du regretté Mundéric, que le roi Theoderic fit mettre à mort, fut grand dans le royaume d'Austrasie, mais plus grand et plus noble devant Dieu. Il fut nourri avec le duc Bodogisel, son frère, dans le palais du roi Clotaire ; alors qu'il se voyait comblé d'honneurs par le roi Théodebert, il dit dans sa vieillesse à Arnulfus, fils du dict Bodogisel : `écoute-moi, neveu bien-aimé. Le jugement de Dieu a commencé quand il a permis que Mundéric pérît par le glaive, lui, le fils du parricide Clodéric. Prions le Christ qu'il éloigne de nos têtes la colère à venir, car le Tout-Puissant a dit : Je châtierai vos iniquités jusqu'à la troisième et la quatrième génération’. Abandonnant le siècle, il embrassa la vie monastique, et après la mort de Monulphus, comme il atteignait l'âge de soixante-seize ans, il fut élu par tous les habitants de Tongres, et consacré évêque. »

Ce témoignage, tardif, n’est pas toujours retenu, mais il faut considérer que les indications généalogiques sont en contradiction complète avec la généalogie de saint Arnulf universellement acceptée au Moyen Âge qui faisait de ce dernier le fils d'Arnoald. Or un faussaire de ce temps cherche plutôt à mélanger du vrai avec du faux et un tel document n’aurait pu que le desservir. En fait, Gundulf de Tongres est l’évêque de Tongres, un diocèse qui est par la suite en butte aux attaques des Frisons et qui a dû transférer son siège à plusieurs reprises : à Maastricht, puis à Liège. Il est raisonnable de penser que des documents se soient perdus au cours d’un des transferts avant d’être redécouverts au XIIe siècle  et servir de base à la Vita Gundulfi.

## Sa famille

### Filiation
Il semble acquis, à la lecture du récit de Grégoire de Tours, que Mundéric est un descendant des rois de Cologne, dont les deux représentants connus sont Sigebert le Boiteux et son fils Clodéric. Christian Settipani considère que chronologiquement, Mundéric ne peut qu’être fils de Clodéric, mort en 508. Selon Michel Rouche, Mundéric porte un nom d'origine gotique.
Cette parenté explique les prétentions de Mundéric : 
- à la mort de Clodéric, Grégoire de Tours raconte que les Francs Ripuaires choisissent Clovis Ier comme roi : effectivement, même si Mundéric est bien fils de Clodéric, il est alors trop jeune pour régner ;
- à la mort de Clovis, en 511, il n’est pas non plus question de choix, d’une part parce que Mundéric était encore trop jeune, d’autre part parce que les fils de Clovis ne désirent pas voir une partie du royaume franc leur échapper. Le royaume de Cologne est définitivement intégré dans le royaume d’Austrasie, dont Thierry hérite ;
- devenu adulte vers 534, Mundéric cherche alors à faire valoir ses droits[1].

### Enfants
Selon la Vita Gundulfi, il a eu pour enfants :
- Gundulf († 607) vice roi d’Austrasie et élu évêque de Tongres vers 600[5] ;
- Bodogisel, identifié à un homonyme patrice de Provence, puis duc en Austrasie et mort en 585[6].

La Vita Gundulfi indique en outre que saint Arnulf, évêque de Metz et fils de Bodogisel, était le nepos de Gundulf. Par élimination, ce terme de nepos ne peut que signifier petit-neveu, et Bodogisel est par ailleurs connu comme fils d'un Mummolin qui est connu comme comte à Soissons et maire du palais de Neustrie en 566, père de Babon et Bodogisel, tous deux ambassadeurs à Byzance, le premier en 584, le second en 589.
Dans un premier temps Christian Settipani a proposé de voir dans Mummolin un frère de Gundulf et donc un fils de Mundéric. Mais dans la seconde édition des Ancêtres de Charlemagne, il revient sur cette position et considère Mummolin comme gendre de Mundéric.

### Épouse
Aucun document ne nomme l’épouse de Mundéric. Grégoire de Tours, dans le livre VI de son Histoire, raconte que « Childebert envoya à Marseille Gondulphe homme de naissance sénatoriale, et que de domestique il avait fait duc. Comme il n’osait pas traverser le royaume de Gontran, il vint à Tours. Je le reçus avec amitié et le reconnus pour un oncle maternel de ma mère ». Fortunat, dans sa Vita Radegundis, mentionne un Gundulf élu évêque de Metz en 591, mais rapidement remplacé par Agilulf. Bien que certains auteurs confondent ces Gundulf avec leur homonyme fils de Mundéric, il faut conclure à l’existence de deux Gondulf,, :
- Gundulf, de race sénatoriale, duc en Austrasie, patrice de Provence de 581 à 583, évêque de Metz en 591 et probablement mort peu après[12] ;
- Gundulf, de race franque, vice roi d’Austrasie en 595, évêque de Tongres vers 600 et mort vers 607.

Une homonymie associée à une telle position au pouvoir dans un même royaume est certainement due à une parenté proche, qui ne peut passer que par les femmes, puisque les deux hommes sont de race différente. Il s’ensuit que la mère de Gundulf de Tongres est probablement sœur de Gundulf de Metz.

### Synthèse généalogique
|                                   |                                   | Clodéric († 508) roi de Cologne        | Clodéric († 508) roi de Cologne        | Clodéric († 508) roi de Cologne        | Clodéric († 508) roi de Cologne        | Clodéric († 508) roi de Cologne        | Clodéric († 508) roi de Cologne        |                                  |                                  |                                  |                                  |                                  |                                  |    |    |                                   |                                   |                                   |                                   |                                   |                                   |  |  | Florentin évêque de Genève (513)        | Florentin évêque de Genève (513)        | Florentin évêque de Genève (513)        | Florentin évêque de Genève (513)        | Florentin évêque de Genève (513)        | Florentin évêque de Genève (513)        |  |  | Artémie issue de la gens Anicii  | Artémie issue de la gens Anicii  | Artémie issue de la gens Anicii  | Artémie issue de la gens Anicii  | Artémie issue de la gens Anicii  | Artémie issue de la gens Anicii  |  |  |                                     |                                     |                                     |                                     |                                     |                                     |  |  |  |  |  |  |  |  |  |  |
|                                   |                                   | Clodéric († 508) roi de Cologne        | Clodéric († 508) roi de Cologne        | Clodéric († 508) roi de Cologne        | Clodéric († 508) roi de Cologne        | Clodéric († 508) roi de Cologne        | Clodéric († 508) roi de Cologne        |                                  |                                  |                                  |                                  |                                  |                                  |    |    |                                   |                                   |                                   |                                   |                                   |                                   |  |  | Florentin évêque de Genève (513)        | Florentin évêque de Genève (513)        | Florentin évêque de Genève (513)        | Florentin évêque de Genève (513)        | Florentin évêque de Genève (513)        | Florentin évêque de Genève (513)        |  |  | Artémie issue de la gens Anicii  | Artémie issue de la gens Anicii  | Artémie issue de la gens Anicii  | Artémie issue de la gens Anicii  | Artémie issue de la gens Anicii  | Artémie issue de la gens Anicii  |  |  |                                     |                                     |                                     |                                     |                                     |                                     |  |  |  |  |  |  |  |  |  |  |
|                                   |                                   |                                        |                                        |                                        |                                        |                                        |                                        |                                  |                                  |                                  |                                  |                                  |                                  |    |    |                                   |                                   |                                   |                                   |                                   |                                   |  |  |                                         |                                         |                                         |                                         |                                         |                                         |  |  |                                  |                                  |                                  |                                  |                                  |                                  |  |  |                                     |                                     |                                     |                                     |                                     |                                     |  |  |  |  |  |  |  |  |  |  |
|                                   |                                   |                                        |                                        |                                        |                                        |                                        |                                        |                                  |                                  |                                  |                                  |                                  |                                  |    |    |                                   |                                   |                                   |                                   |                                   |                                   |  |  |                                         |                                         |                                         |                                         |                                         |                                         |  |  |                                  |                                  |                                  |                                  |                                  |                                  |  |  |                                     |                                     |                                     |                                     |                                     |                                     |  |  |  |  |  |  |  |  |  |  |
|                                   |                                   | Mundéric († 534) prétendant austrasien | Mundéric († 534) prétendant austrasien | Mundéric († 534) prétendant austrasien | Mundéric († 534) prétendant austrasien | Mundéric († 534) prétendant austrasien | Mundéric († 534) prétendant austrasien |                                  |                                  |                                  |                                  |                                  |                                  | Ne | Ne | Ne                                | Ne                                | Ne                                | Ne                                |                                   |                                   |  |  | Gundulf († 591) patrice de Provence     | Gundulf († 591) patrice de Provence     | Gundulf († 591) patrice de Provence     | Gundulf († 591) patrice de Provence     | Gundulf († 591) patrice de Provence     | Gundulf († 591) patrice de Provence     |  |  | Ne                               | Ne                               | Ne                               | Ne                               | Ne                               | Ne                               |  |  | saint Nizier († 573) évêque de Lyon | saint Nizier († 573) évêque de Lyon | saint Nizier († 573) évêque de Lyon | saint Nizier († 573) évêque de Lyon | saint Nizier († 573) évêque de Lyon | saint Nizier († 573) évêque de Lyon |  |  |  |  |  |  |  |  |  |  |
|                                   |                                   | Mundéric († 534) prétendant austrasien | Mundéric († 534) prétendant austrasien | Mundéric († 534) prétendant austrasien | Mundéric († 534) prétendant austrasien | Mundéric († 534) prétendant austrasien | Mundéric († 534) prétendant austrasien |                                  |                                  |                                  |                                  |                                  |                                  | Ne | Ne | Ne                                | Ne                                | Ne                                | Ne                                |                                   |                                   |  |  | Gundulf († 591) patrice de Provence     | Gundulf († 591) patrice de Provence     | Gundulf († 591) patrice de Provence     | Gundulf († 591) patrice de Provence     | Gundulf († 591) patrice de Provence     | Gundulf († 591) patrice de Provence     |  |  | Ne                               | Ne                               | Ne                               | Ne                               | Ne                               | Ne                               |  |  | saint Nizier († 573) évêque de Lyon | saint Nizier († 573) évêque de Lyon | saint Nizier († 573) évêque de Lyon | saint Nizier († 573) évêque de Lyon | saint Nizier († 573) évêque de Lyon | saint Nizier († 573) évêque de Lyon |  |  |  |  |  |  |  |  |  |  |
|                                   |                                   |                                        |                                        |                                        |                                        |                                        |                                        |                                  |                                  |                                  |                                  |                                  |                                  |    |    |                                   |                                   |                                   |                                   |                                   |                                   |  |  |                                         |                                         |                                         |                                         |                                         |                                         |  |  |                                  |                                  |                                  |                                  |                                  |                                  |  |  |                                     |                                     |                                     |                                     |                                     |                                     |  |  |  |  |  |  |  |  |  |  |
|                                   |                                   |                                        |                                        |                                        |                                        |                                        |                                        |                                  |                                  |                                  |                                  |                                  |                                  |    |    |                                   |                                   |                                   |                                   |                                   |                                   |  |  |                                         |                                         |                                         |                                         |                                         |                                         |  |  |                                  |                                  |                                  |                                  |                                  |                                  |  |  |                                     |                                     |                                     |                                     |                                     |                                     |  |  |  |  |  |  |  |  |  |  |
| Gundulf († 607) évêque de Tongres | Gundulf († 607) évêque de Tongres | Gundulf († 607) évêque de Tongres      | Gundulf († 607) évêque de Tongres      | Gundulf († 607) évêque de Tongres      | Gundulf († 607) évêque de Tongres      |                                        |                                        | Bodogisel († 585) duc et patrice | Bodogisel († 585) duc et patrice | Bodogisel († 585) duc et patrice | Bodogisel († 585) duc et patrice | Bodogisel († 585) duc et patrice | Bodogisel († 585) duc et patrice |    |    | Ne                                | Ne                                | Ne                                | Ne                                | Ne                                | Ne                                |  |  | Mummolin comte à Soissons (566)         | Mummolin comte à Soissons (566)         | Mummolin comte à Soissons (566)         | Mummolin comte à Soissons (566)         | Mummolin comte à Soissons (566)         | Mummolin comte à Soissons (566)         |  |  | Armentala x Florentius           | Armentala x Florentius           | Armentala x Florentius           | Armentala x Florentius           | Armentala x Florentius           | Armentala x Florentius           |  |  |                                     |                                     |                                     |                                     |                                     |                                     |  |  |  |  |  |  |  |  |  |  |
| Gundulf († 607) évêque de Tongres | Gundulf († 607) évêque de Tongres | Gundulf († 607) évêque de Tongres      | Gundulf († 607) évêque de Tongres      | Gundulf († 607) évêque de Tongres      | Gundulf († 607) évêque de Tongres      |                                        |                                        | Bodogisel († 585) duc et patrice | Bodogisel († 585) duc et patrice | Bodogisel († 585) duc et patrice | Bodogisel († 585) duc et patrice | Bodogisel († 585) duc et patrice | Bodogisel († 585) duc et patrice |    |    | Ne                                | Ne                                | Ne                                | Ne                                | Ne                                | Ne                                |  |  | Mummolin comte à Soissons (566)         | Mummolin comte à Soissons (566)         | Mummolin comte à Soissons (566)         | Mummolin comte à Soissons (566)         | Mummolin comte à Soissons (566)         | Mummolin comte à Soissons (566)         |  |  | Armentala x Florentius           | Armentala x Florentius           | Armentala x Florentius           | Armentala x Florentius           | Armentala x Florentius           | Armentala x Florentius           |  |  |                                     |                                     |                                     |                                     |                                     |                                     |  |  |  |  |  |  |  |  |  |  |
|                                   |                                   |                                        |                                        |                                        |                                        |                                        |                                        |                                  |                                  |                                  |                                  |                                  |                                  |    |    |                                   |                                   |                                   |                                   |                                   |                                   |  |  |                                         |                                         |                                         |                                         |                                         |                                         |  |  |                                  |                                  |                                  |                                  |                                  |                                  |  |  |                                     |                                     |                                     |                                     |                                     |                                     |  |  |  |  |  |  |  |  |  |  |
|                                   |                                   |                                        |                                        |                                        |                                        |                                        |                                        |                                  |                                  |                                  |                                  |                                  |                                  |    |    |                                   |                                   |                                   |                                   |                                   |                                   |  |  |                                         |                                         |                                         |                                         |                                         |                                         |  |  |                                  |                                  |                                  |                                  |                                  |                                  |  |  |                                     |                                     |                                     |                                     |                                     |                                     |  |  |  |  |  |  |  |  |  |  |
|                                   |                                   |                                        |                                        |                                        |                                        |                                        |                                        |                                  |                                  |                                  |                                  |                                  |                                  |    |    | Babon ambassadeur à Byzance (585) | Babon ambassadeur à Byzance (585) | Babon ambassadeur à Byzance (585) | Babon ambassadeur à Byzance (585) | Babon ambassadeur à Byzance (585) | Babon ambassadeur à Byzance (585) |  |  | Bodogisel († 589) ambassadeur à Byzance | Bodogisel († 589) ambassadeur à Byzance | Bodogisel († 589) ambassadeur à Byzance | Bodogisel († 589) ambassadeur à Byzance | Bodogisel († 589) ambassadeur à Byzance | Bodogisel († 589) ambassadeur à Byzance |  |  | Grégoire († 594) évêque de Tours | Grégoire († 594) évêque de Tours | Grégoire († 594) évêque de Tours | Grégoire († 594) évêque de Tours | Grégoire († 594) évêque de Tours | Grégoire († 594) évêque de Tours |  |  |                                     |                                     |                                     |                                     |                                     |                                     |  |  |  |  |  |  |  |  |  |  |
|                                   |                                   |                                        |                                        |                                        |                                        |                                        |                                        |                                  |                                  |                                  |                                  |                                  |                                  |    |    | Babon ambassadeur à Byzance (585) | Babon ambassadeur à Byzance (585) | Babon ambassadeur à Byzance (585) | Babon ambassadeur à Byzance (585) | Babon ambassadeur à Byzance (585) | Babon ambassadeur à Byzance (585) |  |  | Bodogisel († 589) ambassadeur à Byzance | Bodogisel († 589) ambassadeur à Byzance | Bodogisel († 589) ambassadeur à Byzance | Bodogisel († 589) ambassadeur à Byzance | Bodogisel († 589) ambassadeur à Byzance | Bodogisel († 589) ambassadeur à Byzance |  |  | Grégoire († 594) évêque de Tours | Grégoire († 594) évêque de Tours | Grégoire († 594) évêque de Tours | Grégoire († 594) évêque de Tours | Grégoire († 594) évêque de Tours | Grégoire († 594) évêque de Tours |  |  |                                     |                                     |                                     |                                     |                                     |                                     |  |  |  |  |  |  |  |  |  |  |
|                                   |                                   |                                        |                                        |                                        |                                        |                                        |                                        |                                  |                                  |                                  |                                  |                                  |                                  |    |    |                                   |                                   |                                   |                                   |                                   |                                   |  |  | saint Arnulf évêque de Metz             |                                         |                                         |                                         |                                         |                                         |  |  |                                  |                                  |                                  |                                  |                                  |                                  |  |  |                                     |                                     |                                     |                                     |                                     |                                     |  |  |  |  |  |  |  |  |  |  |
|                                   |                                   |                                        |                                        |                                        |                                        |                                        |                                        |                                  |                                  |                                  |                                  |                                  |                                  |    |    |                                   |                                   |                                   |                                   |                                   |                                   |  |  |                                         |                                         |                                         |                                         |                                         |                                         |  |  |                                  |                                  |                                  |                                  |                                  |                                  |  |  |                                     |                                     |                                     |                                     |                                     |                                     |  |  |  |  |  |  |  |  |  |  |
|                                   |                                   |                                        |                                        |                                        |                                        |                                        |                                        |                                  |                                  |                                  |                                  |                                  |                                  |    |    |                                   |                                   |                                   |                                   |                                   |                                   |  |  | Carolingiens                            |                                         |                                         |                                         |                                         |                                         |  |  |                                  |                                  |                                  |                                  |                                  |                                  |  |  |                                     |                                     |                                     |                                     |                                     |                                     |  |  |  |  |  |  |  |  |  |  |